# 熊坂隆光
熊坂 隆光（くまさか たかみつ、1949年（昭和24年）1月10日 - ）は、日本のジャーナリスト、フジ・メディア・ホールディングス取締役、フジテレビジョン取締役、産業経済新聞社相談役、旭硝子財団理事。元産業経済新聞社代表取締役会長、元日本工業新聞社（フジサンケイ ビジネスアイ）社長。

## 経歴
神奈川県出身。神奈川県立厚木高等学校を経て、中央大学法学部卒業。
1971年（昭和46年）に産経新聞社入社。政治部記者、1987年-1988年デューク大学研究員、1993年（平成5年）-1995年ワシントン支局長、1995年政治部長を経て1997年東京本社編集局次長。1999年大阪本社編集局次長。2000年東京本社編集局長。
2003年（平成15年）11月、日本工業新聞社代表取締役社長。2008年6月から産経新聞社常務・大阪本社代表。2009年に同専務取締役大阪代表兼大阪関連会社担当。2011年（平成23年）6月、産経新聞社代表取締役社長に就任。関西テレビ放送取締役を兼務。2013年6月19日から新聞業界団体の「一般社団法人日本新聞協会」の副会長も務める。
2017年（平成29年）6月23日、産経新聞社代表取締役会長に就任、 2019年6月相談役。
2022年10月、元・東京電力社長の南直哉の逝去に伴い、フジ・メディア・ホールディングス取締役監査等委員、フジテレビジョン監査役に就任。
2023年6月、フジ・メディア・ホールディングスの取締役監査等委員とフジテレビジョン監査役を辞任、両社の取締役に就任。

## 著書
- マスコミ改革を考える (虎ノ門DOJOブックス) （共著、自由國民社、2003年、 ISBN 978-4426121075）